# Gismeteo
Gismeteo — російський сайт про погоду компанії «Меп Мейкер», що базується в Москві. Створений 1998 року, як безкоштовна демонстрація можливостей систем, якими торгує компанія. Для користувачів з України діє як сайт meteofor.com.ua.

## Опис
Сайт Gismeteo створювався як майданчик для реклами послуг його власника — російської компанії «Меп Мейкер» і як проєкт щодо оповіщення населення про погоду.
Місячна аудиторія Gismeteo, за даними TNS, складає 14 млн унікальних користувачів.
На сайті представлена інформація про погоду в різних містах країн світу. Крім прогнозу температури, є інформація для таких параметрів:
- швидкість, напрям вітру;
- ймовірність, вид опадів;
- тиск;
- вологість;
- тривалість дня;
- магнітні бурі

Також є сервіс радара опадів і гроз.
Сайт надає API для професійних метеорологів. Власник ресурсу — компанія «Меп Мейкер». Засновники компанії Юрій Шмєлькін і Олексій Соломін — колишні працівники Гідрометцентру РФ (Росгідромет).
В свій час сайт активно просувався на українському ринку харківською компанією Promodo.
Додаток Gismeteo для Android мав один з найзручніших інтерфейсів віджета серед додатків про погоду. Після початку російського вторгнення Україну у 2022 році перестав працювати.
Станом на травень 2023, за даними росреєстрів, у «Меп Мейкер» близько 70 співробітників і два представництва: у Німеччині та Україні.
З червня 2023 року в Україні посилання на Gismeteo перенаправляється на сайт meteofor.com.ua.

## Походження та достовірність даних
Звідки саме сервіс бере дані для прогнозів погоди — не відомо. Співзасновник компанії Юрій Шмєлькін повідомляв, що використовує якісь «безкоштовні американські метеорологічні дані». За його словами: «Точність прогнозів хвилює користувачів менше, ніж зручність сервісів».
Пізніше партнери розповідали в медіа, що Gismeteo збирає метеодані через Всесвітню метеорологічну організацію, Росгідромет, із якихось супутників, радіолокаційних інструментів та інших неназваних джерел. Та доповнювали: у «Меп Мейкера» розроблена математична модель, але компанія попереджає користувачів, що дані Gismeteo не проходять додатковий контроль якості з боку синоптиків, тож ресурс не може гарантувати їхню достовірність.

## ГІС Метео
Зараз в різних підрозділах Росгідромету встановлено понад 150 комплектів «ГІС Метео», у російських військових структурах — понад 100. Крім того, вони стоять у фахівців в структурах ФСБ, РЖД, в аеропортах та інших організаціях. Паралельно «Меп Мейкер» продавав свої комплекси за кордон — зараз кілька робочих місць обладнано в Гонконзі, Естонії, Казахстані, Узбекистані та інших країнах. Всього за весь час було продано близько 350 комплектів (це близько 1000 робочих місць). За оцінками, на своєму головному продукті компанія заробила приблизно $ 50 млн.
Станом на травень 2023 року партнерами компанії є Міноборони РФ, Міністерство з надзвичайних ситуацій Росії, «Аерофлот», «РЖД», ГК «Промышленная безопасность» тощо.